# Ajn Taudżtat
Ajn Taudżtat (arab. عين تاوجطات, fr. Ain Taoujdate) – miasto w Maroku, w regionie Fez-Meknes. W 2014 roku liczyło ok. 28,3 tys. mieszkańców.